# ヒューマンコンピュータインタラクション

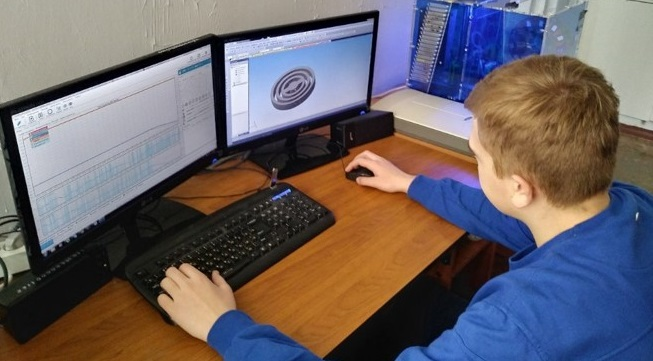

ヒューマンコンピュータインタラクション（英語: human-computer interaction）とは、計算機技術の設計や利用方法について研究をし、特に人間（ユーザ）と計算機（群）とのインタフェースについて着目した学問領域、研究分野の1つである。略称はHCI。
この分野の研究者は、人間と計算機とが互いに情報の交換を行う際の身体行動や神経活動、計算工程等を観察し、両者の間の情報交換を実現する新しい方法を設計する。
こうした研究分野の特性上、学術分野として、計算機科学・行動科学・インダストリアルデザイン・認知科学・生命科学・建築学及びいくつかの研究分野の混じり合う地点に位置するといえる。故に、HCI分野の成果物は、これらの領域を横断したり、それらをかけ合わせたり、組み合わせた成果となることが一般的である。
直訳すると「人間と計算機との相互作用」となる、Human Computer Interactionという用語は、Stuart K. CardとAllen NewellとThomas P. Moranによって出版された著書「The Psychology of Human-Computer Interaction」の中で利用され、一般に広まった。しかしながら、1980年に著者らはこの用語を彼らの出版物の中で用いている 。また，初めてこの用語が用いられたのは、1975年である。
この用語自体は、例えば、木槌のような限定的な目的のために使われる道具を指す用語ではない。この用語は、計算機という多様な利用方法をもつ存在と、人間との間の対話を意味する用語として用いられる。故に、この対話には明示的な答えがないことを、この用語は含意する。
「Human-computer Interaction」(人間と計算機との相互作用)という言葉自体は「Human -to-human interaction」（人間と人間との相互作用）という対話構造と比較して存在する言葉である。こうした対話構造の概念及び視点は、学際的であるHCI分野の研究を理解するのに不可欠な要素である。

## 学術会議
HCI分野の先進的な学術会議は，年次開催されるConference on Human Factors in Computing Systems（略称：CHI【かい】）である（ACMが主催）．

### その他の学術会議（一部）
- ASSETS: ACM International Conference on Computers and Accessibility
- CSCW: ACM conference on Computer Supported Cooperative Work
- CC: Aarhus decennial conference on Critical Computing
- DIS: ACM conference on Designing Interactive Systems
- ECSCW: European Conference on Computer-Supported Cooperative Work
- GROUP: ACM conference on supporting group work
- HRI: ACM/IEEE International Conference on Human–robot interaction
- HCII: Human–Computer Interaction International
- ICMI: International Conference on Multimodal Interfaces
- ISS: ACM Interactive Surfaces and Spaces
- ITS: ACM conference on Interactive Tabletops and Surfaces
- MobileHCI: ACM International Conference on Mobile Human–Computer Interaction
- NIME: International Conference on New Interfaces for Musical Expression
- OzCHI: Australian Conference on Human–Computer Interaction
- SUI: ACM Symposium on Spatial User Interaction
- TEI: International Conference on Tangible, Embedded and Embodied Interaction
- Ubicomp: International Conference on Ubiquitous computing
- UIST: ACM Symposium on User Interface Software and Technology
- i-USEr: International Conference on User Science and Engineering
- INTERACT: IFIP TC13 Conference on Human–Computer Interaction